# Gusciola
Gusciola (Lacsöla in dialetto frignanese) è una frazione di Montefiorino, cittadina dell'Appennino modenese, situata tra Farneta (2 km) e Montefiorino (4.5 km).

## Storia
Le più antiche tracce di insediamenti presso Gusciola sono testimoniate da ritrovamenti di origine etrusca.
Gusciola si trovava nel territorio della corte di Vitriola, donata da Beatrice di Lorena al monastero di Frassinoro. Era inoltre una delle 27 'ville' dedite alla Badia di Frassinoro a partire dal 1173.